# 駝背短吻獅子魚
駝背短吻獅子鱼，为輻鰭魚綱鮋形目杜父魚亞目狮子鱼科的其中一種。分布於東北太平洋區加拿大卑詩省海域，背鰭與臀鰭延伸至尾鰭，胸鰭上半部呈圓形，下半部鰭條突出，腹鰭演化呈一個圓形吸盤，體長可達43.1公分，背鰭軟條43枚；臀鰭軟條34枚，屬深海魚類，棲息在水深1920至2190公尺的水域，生活習性不明。